# Laetesia minor
Laetesia minor là một loài nhện trong họ Linyphiidae.
Loài này thuộc chi Laetesia. Laetesia minor được Alfred Frank Millidge miêu tả năm 1988.